# Ivano Fontana
Pour les articles homonymes, voir Fontana.
Ivano Fontana est un boxeur italien né le 25 novembre 1926 à L'Aquila et mort le 24 décembre 1993.

## Carrière
Sa carrière amateur est principalement marquée par une médaille de bronze remportée aux Jeux olympiques d'été de 1948 à Londres dans la catégorie des poids moyens.

### Jeux olympiques
Médaille de bronze en -73 kg aux Jeux de 1948 à Londres